# Incestophantes washingtoni
Incestophantes washingtoni là một loài nhện trong họ Linyphiidae.
Loài này thuộc chi Incestophantes. Incestophantes washingtoni được miêu tả năm 1937 bởi Zorsch.